# Le Détroit
Le Détroit és un municipi francès situat al departament de Calvados i a la regió de Normandia. L'any 2007 tenia 87 habitants.

## Demografia

### Població
El 2007 la població de fet de Le Détroit era de 87 persones. Hi havia 36 famílies de les quals 8 eren unipersonals (4 homes vivint sols i 4 dones vivint soles), 16 parelles sense fills i 12 parelles amb fills.
La població ha evolucionat segons el següent gràfic:
Habitants censats

### Habitatges
El 2007 hi havia 47 habitatges, 37 eren l'habitatge principal de la família, 5 eren segones residències i 5 estaven desocupats. Tots els 47 habitatges eren cases. Dels 37 habitatges principals, 34 estaven ocupats pels seus propietaris i 3 estaven llogats i ocupats pels llogaters; 2 tenien dues cambres, 7 en tenien tres, 8 en tenien quatre i 20 en tenien cinc o més. 34 habitatges disposaven pel capbaix d'una plaça de pàrquing. A 14 habitatges hi havia un automòbil i a 19 n'hi havia dos o més.

### Piràmide de població
La piràmide de població per edats i sexe el 2009 era:
| Homes | Edats   | Dones |
| ----- | ------- | ----- |
| 0     | 95 o +  | 0     |
| 0     | 90 a 94 | 0     |
| 0     | 85 a 89 | 0     |
| 0     | 80 a 84 | 0     |
| 0     | 75 a 79 | 0     |
| 0     | 70 a 74 | 0     |
| 8     | 65 a 69 | 4     |
| 4     | 60 a 64 | 12    |
| 0     | 55 a 59 | 0     |
| 4     | 50 a 54 | 8     |
| 4     | 45 a 49 | 0     |
| 0     | 40 a 44 | 4     |
| 0     | 35 a 39 | 0     |
| 0     | 30 a 34 | 4     |
| 8     | 25 a 29 | 4     |
| 4     | 20 a 24 | 0     |
| 0     | 15 a 19 | 0     |
| 0     | 10 a 14 | 4     |
| 0     | 5 a 9   | 4     |
| 0     | 0 a 4   | 0     |

## Economia
El 2007 la població en edat de treballar era de 50 persones, 34 eren actives i 16 eren inactives. De les 34 persones actives 33 estaven ocupades (19 homes i 14 dones) i 1 aturada (1 dona i 1 dona). De les 16 persones inactives 9 estaven jubilades, 3 estaven estudiant i 4 estaven classificades com a «altres inactius».
Activitats econòmiques
Dels 2 establiments que hi havia el 2007, 1 era d'una empresa de construcció i 1 d'una empresa de transport.
L'únic servei als particulars que hi havia el 2009 era una empresa de construcció.
L'any 2000 a Le Détroit hi havia 11 explotacions agrícoles que ocupaven un total de 678 hectàrees.

## Poblacions més properes
El següent diagrama mostra les poblacions més properes.